# Tidsresenärerna (tecknad serie)
Tidsresenärerna är en tecknad äventyrsserie av Chuck Dixon och Andrés Klacik. Den publicerades ursprungligen i den svenska Fantomentidningen 1992. Därefter har den getts ut i en samlingsutgåva med titeln The Vanishers för den amerikanska marknaden av IDW Publishing 2002.

## Utgivning
- Barnen som försvann, Fantomen nummer 3/1992
- Mekanoiderna, Fantomen nummer 5/1992
- Förföljda, Fantomen nummer 7/1992
- Fånge i Rom, Fantomen nummer 9/1992
- Tillbaka igen, Fantomen nummer 11/1992

 Artikeln var, i den version den hade den 20 januari 2006, helt eller delvis hämtad från Seriewikin (hos Seriefrämjandet): Tidsresenärerna (tecknad serie)